# Ломок (Ярославская область)
Ломок — упразднённая в 2000 году деревня в Даниловском районе Ярославской области России. 

## География
Находилась примерно в 3 км к северу от райцентра — города Данилова.

## История
Входила в состав Даниловской волости, затем — в Попковский сельсовет. В 1947 году вместе с близлежащими деревнями Шелыгайка и Беклемишка переданы в созданный Слободский сельсовет. При этом деревни относились к ведению колхоза «Перестройка».
Деревня Ломок упразднена в 2000 году Постановлением Государственной Думы Ярославской области. На момент исключения из учётных данных вместе с другими упразднёнными деревнями (Коробейкино, Мельниково, Недомолвино, Шелыгайка) числилась в Слободском сельсовете Даниловского района.
Ныне — урочище на правом берегу реки Викшеры, на территории Даниловского сельского поселения.